# ماسايتو أراتا
ماسايتو أراتا (باليابانية: 荒田 雅人) (13 سبتمبر 1985 في كاغوشيما في اليابان – )؛ هو لاعب كرة قدم سابق كان يلعب كلاعب وسط.